# Chiara
Chiara Siracusa, známá též jako Chiara (* 25. září 1976, Valleta), je maltská zpěvačka. Je trojnásobnou reprezentantkou Malty na Eurovision Song Contest v letech 1998 (3. místo), 2005 (2. místo) a 2009 (22. místo).

## Kariéra

### Eurovize 1998
V roce 1998 Chiara zvítězila na festivalu Malta Song For Europe, který vybírá reprezentanta na Eurovizi. S baladou "The One That I Love" Chiara vystoupila na mezinárodním finále 9. května 2009 v Birminghamu. V závěrečném bodové tabulce se s přibývajícími hlasy o vítěznou pozici Malta dlouho přela s Izraelem a Velkou Británií, dokud při vyhlášení výsledků z poslední země Chiara neklesla z prvního místa na třetí. Se 165 body se přesto jednalo o nejlepší výsledek Malty na soutěži.

### Kariéra na Maltě (1998 - 2003)
Chiara uzavřela smlouvu se společností M&E Management Group a vydavatelstvím Bridge Productions. Chiara postupně vydala tři alba: "Shades Of One", "What You Want" a "Covering Diversions".

### Eurovize 2005
19. února 2005 Chiara znovu zvítězila v národním kole do Eurovize s vlastní baladou "Angel". Celkem obdržela 11 935 hlasů, o půl tisíce víc než finalistka na druhém místě, Olivia Lewis.
Na Eurovizi 2005 Chiara obsadila druhé místo se 192 body včetně nejvyššího bodového ohodnocení z Ruska.

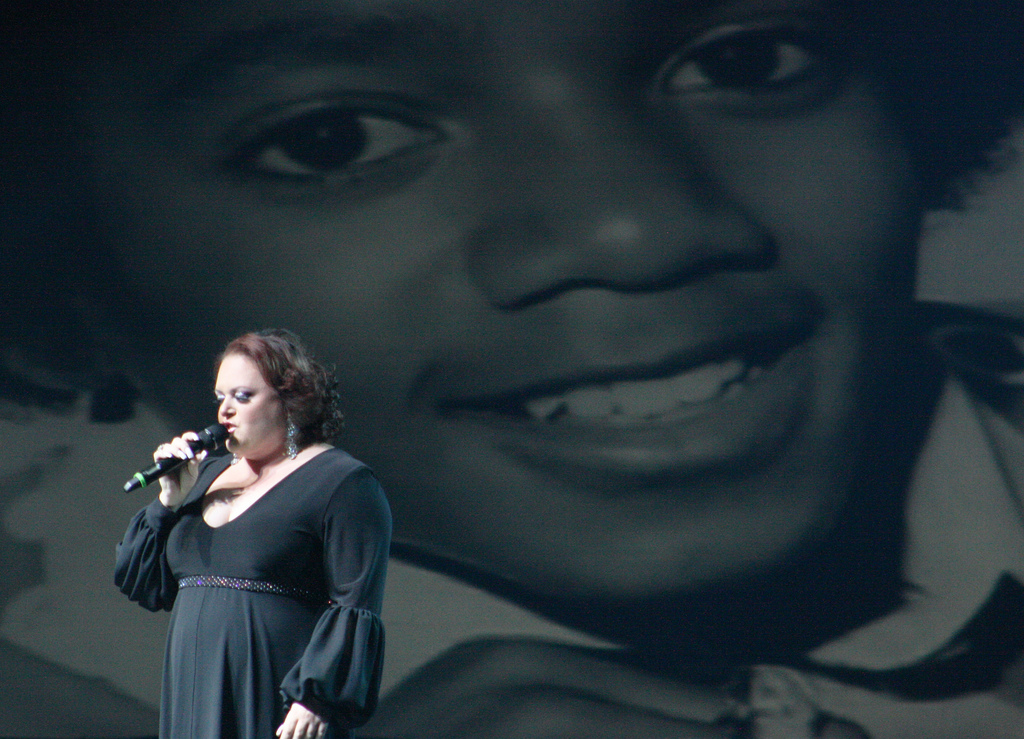
Chiara Siracusa vzdává hold Michaelu Jacksonovi (2011)

Po úspěšné reprezentaci se Chiara věnovala vystupování v zahraničí, především v Řecku a na Kypru. V roce 2008 moderovala národní kolo Malty do Eurovize.

### Eurovize 2009
Na počátku roku 2009 se Chiara opět přihlásila do národního kola, tentokrát s písní "What If We". 7. února v soutěži zvítězila a v květnu reprezentovala Maltu v Moskvě.
12. května 2009 se dostala mezi deset postupujících z prvního semifinálového kola, a 16. května ve finále obsadila 22. místo.

### Zpět na Maltě (2010 - )
Po návratu na Maltu Chiara začala připravovat nové album. Na Eurovzi 2010 vyhlašovala výsledku hlasování Malty. V červnu 2010 vydala oficiální píseň maltského Gay Pride, "Believe 'We Are One", který se dostal do maltské hitparády. V současné době je Chiara pravidelným hostem v televizním pořadu Hadd Ghalik.
V roce 2013 Chiara vyhlašovala výsledky maltské poroty ve švédském národním kole Eurovize Melodifestivalen.

## Osobní život
Chiara žije na Maltě se svojí dcerou Ebony. Její manžel Peter Okagbue pochází z Afriky.
Podle slov Chiary posledním přáním jejího otce Maurie, který zemřel před několika lety, bylo vidět svojí dceru zvítězit v Eurovizi.

## Diskografie

### Alba
- 1998: Shades Of One
- 2000: What You Want
- 2003: Covering Diversions
- 2005: Here I Am

### Singly
- 1998: "The One That I Love"
- 2005: "Angel"
- 2009: "What If We"